# Ringwall Herrenwörth
Der Ringwall Herrenwörth ist eine abgegangene vor- und frühgeschichtliche Wallburg etwa 1375 Meter südsüdwestlich von Schloss Herrenchiemsee auf der Insel Herrenchiemsee (Herrenwörth) im Landkreis Rosenheim in Bayern. Die Anlage wird als Bodendenkmal unter der Aktennummer  D-1-8140-0089 im Bayernatlas als „Ringwall vor- und frühgeschichtlicher Zeitstellung“ geführt. 

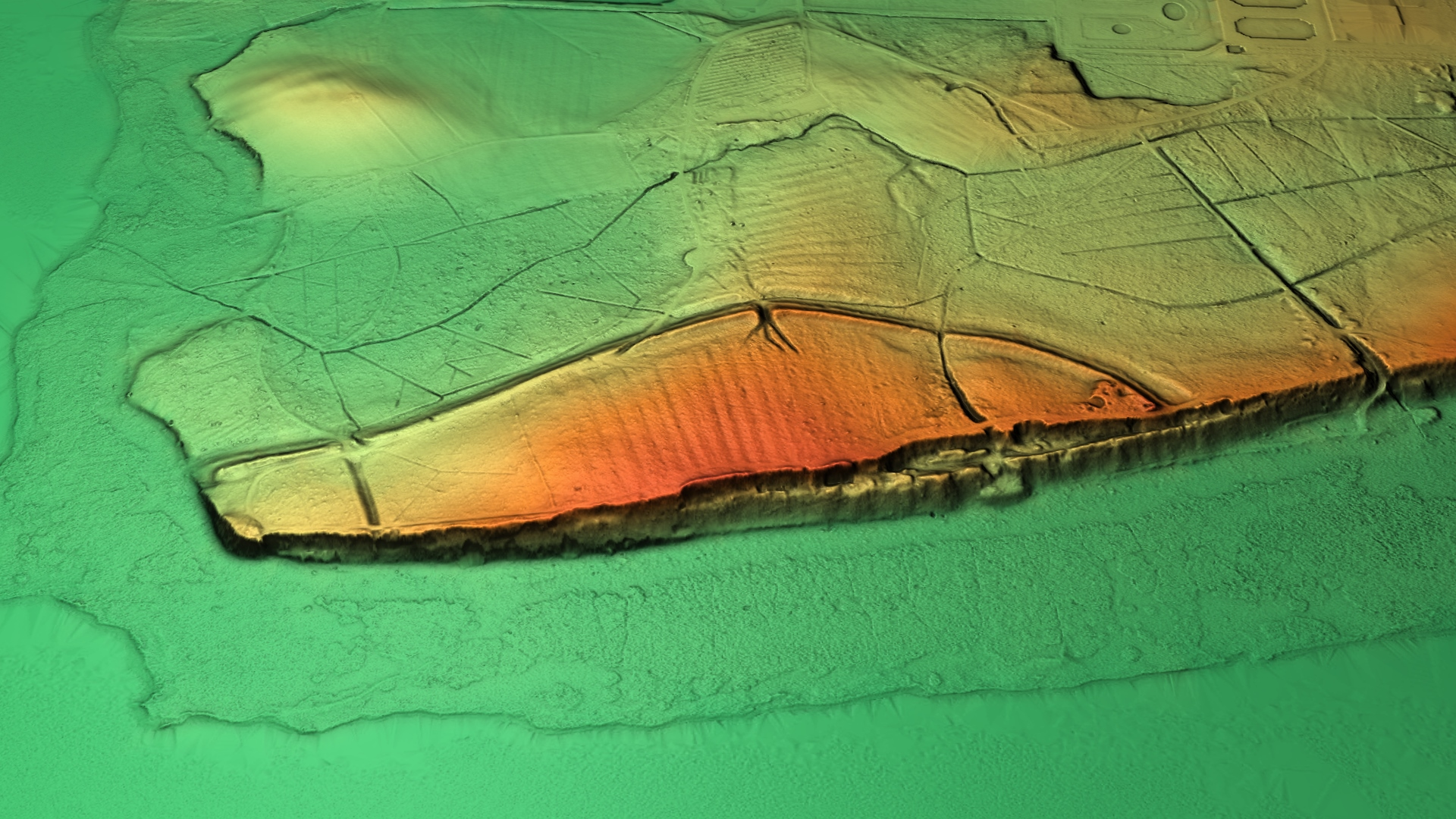
3D-Ansicht des digitalen Geländemodells

Die im 9. bis 10. Jahrhundert erbaute Ringwallanlage verfügte über mehrfach unterteilte Abschnittswälle, eine Wall-Graben-Befestigung mit Zangentor zur Landseite hin. Die etwa neun Hektar große Innenanlage hatte eine Ostwestausrichtung von etwa 650 Metern mit der größten Breite von 200 Metern.
Von der ehemaligen Befestigungsanlage sind noch Wall- und Grabenreste erhalten. Die Anlage ist großteils bewaldet.